# Katarzyna Dąbrowska

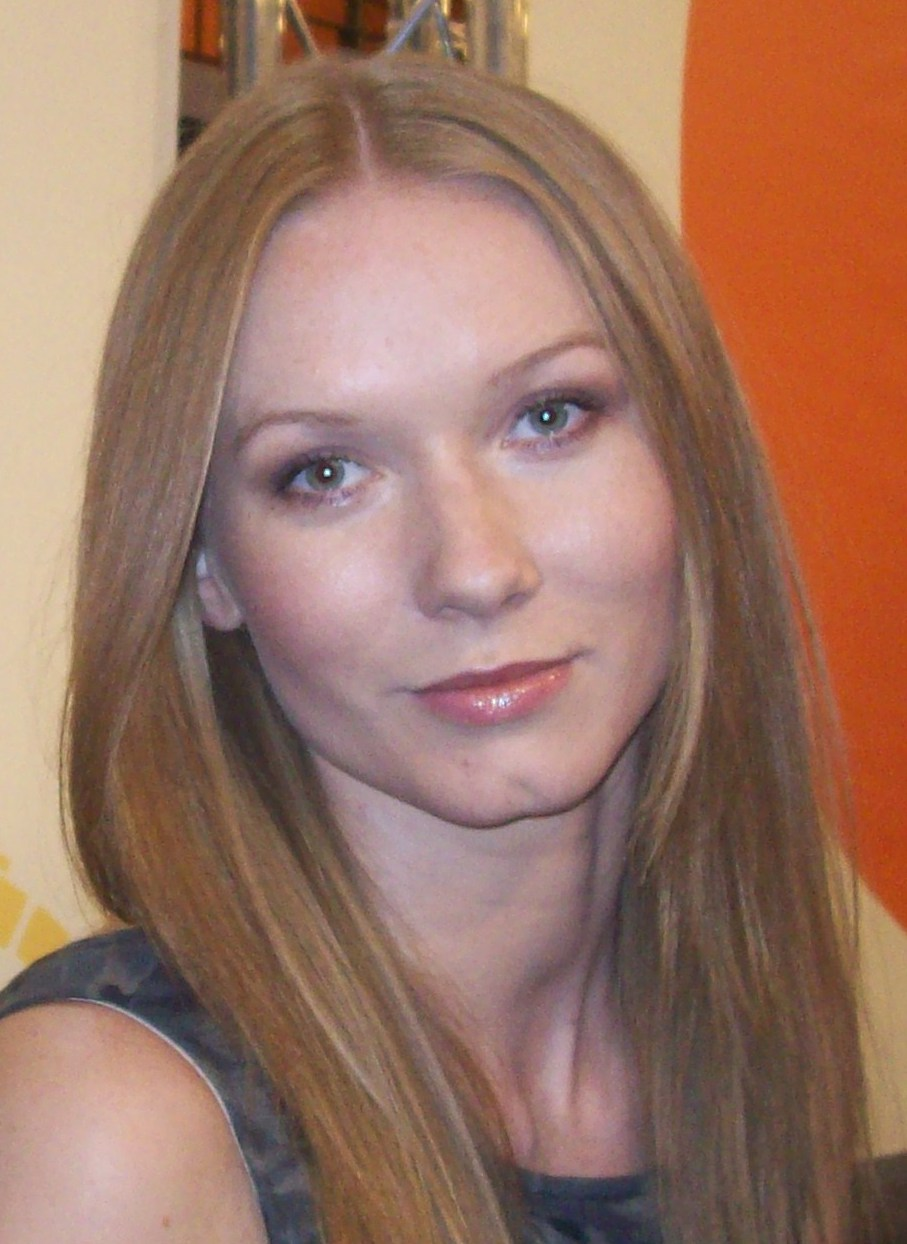
Katarzyna Dąbrowska (2012)

Katarzyna Dąbrowska (ur. 14 marca 1984 w Nowym Mieście Lubawskim) – polska aktorka teatralna, filmowa i telewizyjna, a także piosenkarka. Stypendystka Ministra Kultury i Dziedzictwa Narodowego.

## Życiorys
Dzieciństwo i młodość spędziła w Nidzicy, w domu na Mazurach, gdzie uczęszczała do Liceum Ogólnokształcącego im. Stanisława Wyspiańskiego. W 2000 wzięła udział w odbywającym się na nidzickim zamku Festiwalu Piosenki Francuskiej, na którym zdobyła pierwszą nagrodę. Zdobyła także Grand Prix Ogólnopolskiego Konkursu Piosenki Francuskiej w Lubinie w kategorii amatorów, a podczas festiwalu została dostrzeżona przez Wojciecha Młynarskiego, który namówił ją na zdawanie egzaminów do szkoły aktorskiej.
W 2006 uczestniczyła w Międzynarodowym Konkursie Wokalnym w Petersburgu (II Nagroda w kategorii „Piosenka Aktorska”) i Konkursie Pamiętajmy o Osieckiej, w którym zajęła pierwsze miejsce. Rok później wygrała Studencki Festiwal Piosenki w Krakowie.
W 2007 ukończyła studia na wydziale aktorskim Akademii Teatralnej w Warszawie, grając w spektaklach dyplomowych Usta pełne ptaków (rola Leny-Matki), Tańce w Ballybeg (rola Kate, za którą otrzymała nagrodę na Festiwalu Szkół Teatralnych w Łodzi) oraz spektaklu muzycznym w reżyserii Mariusza Benoit MP3. W tym samym roku otrzymała także trzecią nagrodę Przeglądu Piosenki Aktorskiej we Wrocławiu. Po studiach przez dwa miesiące współpracowała z Teatrem im. Wilama Horzycy w Toruniu.
Razem z Moniką Węgiel i Agnieszką Judycką tworzyła trio wokalne Amok. W grudniu 2011 wydały debiutancki album studyjny, zatytułowany po prostu Amok, utrzymany w klimacie jazzu i bluesa.
Od 2007 jest aktorką Teatru Współczesnego w Warszawie, gdzie debiutowała rolą Leni w Procesie Franza Kafki w reż. Macieja Englerta. W 2008 dołączyła do stałej obsady serialu Na dobre i na złe, w którym do 2019 grała chirurga Wiktorię Manuelę Consalidę. W 2022 zagrała główną rolę w serialu Wotum nieufności na podstawie powieści W kręgach władzy Remigiusza Mroza.
Od 2010 gra koncerty w różnych polskich miastach, na których interpretuje znane teksty polskich autorów, wraz z innymi wokalistami, m.in. Marcinem Januszkiewiczem. Przy wielu koncertach towarzyszy jej również Warsaw Tango Group, z którym w 2017 wydała album pt. Warszawskie Tango Elektryczne, na którym znalazły się utwory w językach polskim i hiszpańskim.
W 2019 zajęła drugie miejsce w finale jedenastej edycji programu Twoja twarz brzmi znajomo. W 2020 wystąpiła w świątecznym odcinku programu Polsatu Twoja twarz brzmi znajomo.

## Życie prywatne
20 czerwca 2020 wzięła ślub z reżyserem Jarosławem Tumidajskim.
Udziela się charytatywnie i wspomaga organizacje prozwierzęce, jest również sojuszniczką społeczności LGBT. Uczestniczy również w koncertach dobroczynnych w tym: WOŚP, Fundacji „Mam marzenie”, Fundacji im. Darii Trafankowskiej.

## Filmografia

### Filmy
| Rok  | Tytuł                                   | Rola                               | Uwagi |
| ---- | --------------------------------------- | ---------------------------------- | ----- |
| 2009 | Zuzanna                                 | Anna/Zuzanna                       |       |
| 2011 | Urodziny                                | Marta, dziewczyna Szymona          |       |
| 2015 | Król życia                              | terapeutka na spotkaniach AA       |       |
| 2016 | Sprawiedliwy                            | Dziunia, przyrodnia siostra Pajtka |       |
| 2016 | Nowy świat                              | pani Małgorzata                    |       |
| 2016 | 7 rzeczy, których nie wiecie o facetach | Beata Woźniak                      |       |
| 2016 | Niewinne                                | siostra Anna                       |       |
| 2017 | Po prostu przyjaźń                      | Olka                               |       |
| 2018 | Nie zostawiaj mnie                      | żona kuratora                      |       |
| 2019 | Nauka latania                           | stewardesa Sara                    |       |
| 2020 | Wyzwanie                                | Magda Warska                       |       |
| 2021 | 1:11                                    | Karolina                           |       |
| 2022 | Algorytmika                             | Ada                                |       |

### Seriale
| Rok             | Tytuł                | Rola                              | Uwagi                     |
| --------------- | -------------------- | --------------------------------- | ------------------------- |
| 2006            | Egzamin z życia      | koleżanka Zety                    | odc. 64                   |
| 2006            | M jak miłość         | Lidka                             | odc. 392                  |
| 2006            | M jak miłość         | dziewczyna w parku                | odc. 441                  |
| 2006            | Mrok                 | Krycha, pracownica kina           | odc. 4                    |
| 2006–2007       | Na Wspólnej          | Aneta                             |                           |
| 2007            | Samo życie           | pielęgniarka                      | odc. 877                  |
| 2007            | Klan                 | pracownica banku                  |                           |
| 2007            | Kryminalni           | Paulina Wysocka                   | odc. 71                   |
| 2008–2019, 2021 | Na dobre i na złe    | doktor Wiktoria Manuela Consalida |                           |
| 2009            | Teraz albo nigdy!    | Inka                              | odc. 30–32, 36            |
| 2009            | Londyńczycy          | kelnerka                          | odc. 5                    |
| 2009–2010       | Czas honoru          | Graba, strażniczka na Pawiaku     | odc. 16–19, 21–25, 32, 37 |
| 2012–2013       | Przepis na życie     | „pacjentka” Beaty                 |                           |
| 2015            | Rodzinka.pl          | Ala, żona Tadeusza                | odc. 137                  |
| 2016            | Na noże              | Wiktoria                          | odc. 13                   |
| 2016–2023       | Belfer               | Marta Mirska                      |                           |
| 2017, 2023      | Ojciec Mateusz       | Amelia Rozbrat                    | odc. 223                  |
| 2017, 2023      | Ojciec Mateusz       | Milena Styś                       | odc. 377                  |
| 2018            | O mnie się nie martw | Anita, żona Roberta               | odc. 96                   |
| 2020            | Osiecka              | Anna Szałapak                     |                           |
| 2022            | Behawiorysta         | Brygida Edling                    |                           |
| 2022            | Wotum nieufności     | Marszałek Sejmu Daria Seyda       |                           |

## Teatr
- 2007: Tańce w Ballybeg Briana Friela jako Kate (reż. Iwona Kempa, Teatr Collegium Nobilium)
- 2007: Usta pełne ptaków Caryl Churchill i Davida Lana jako Lena-Matka (reż. Paweł Szkotak, Teatr Collegium Nobilium)
- 2007: Dobranoc panowie (reż. Jerzy Satanowski, Teatr na Woli)
- 2007: MP3 (reż. Mariusz Benoit, Teatr Montownia)
- 2008: To idzie młodość  Krzysztofa Zaleskiego jako Wiśka (reż. Maciej Englert, Teatr Współczesny w Warszawie)
- 2008: Proces Franza Kafki jako Leni (reż. Maciej Englert, Teatr Współczesny w Warszawie)
- 2009: Sztuka bez tytułu Antoniego Czechowa jako Sonia (reż. Agnieszka Glińska, Teatr Współczesny w Warszawie)
- 2010: Historia miłosna (Ostatnie rozdziały) Jean-Luc’a Lagarce jako kobieta (reż. Natalia Sołtysik, Teatr Współczesny w Warszawie)
- 2011: Szpilmania – Tych lat nie odda nikt (reż. Andrzej Strzelecki, Och-Teatr)
- 2011: Gran operita Marcina Przybylskiego jako Luxi (reż. Marcin Przybylski, Teatr Współczesny w Warszawie)
- 2012: Hamlet Williama Szekspira jako Gertruda (reż. Maciej Englert, Teatr Współczesny w Warszawie)
- 2013: Najdroższy Francisa Vebera jako Olga, Rosjanka (reż. Wojciech Adamczyk, Teatr Współczesny w Warszawie)
- 2014: Wszędzie jest wyspa Tu na podstawie tekstów Wisławy Szymborskiej (reż. Magdalena Smalara, Teatr Polski w Warszawie)
- 2015: Niepoprawni (Fantazy) Juliusza Słowackiego jako hrabina Idalia (reż. Maciej Englert, Teatr Współczesny w Warszawie)
- 2016: Kamień Mariusa vona Mayenburga jako Heidrun (reż. Grzegorz Wiśniewski, Teatr Współczesny w Warszawie)
- 2016: Lepiej już było Cata Delaneya jako reżyserka i Val (reż. Wojciech Adamczyk, Teatr Współczesny w Warszawie)
- 2017: Czas barbarzyńców Dona Taylora jako Julia (reż. Jarosław Tumidajski, Teatr Współczesny w Warszawie)
- 2018: Zbrodnie serca Betha Henleya jako Meg Magrath (reż. Jarosław Tumidajski, Teatr Współczesny w Warszawie)
- 2024: Handlarze gumek jako Bela Berlo (reż. Adam Sajnuk, Teatr 6. piętro)

Teatr Polskiego Radia
- Matysiakowie
- W Jezioranach jako Barbara Rutka
- 2007: Nie zapomnisz mnie jako Regina
- 2008: Sataniści z Rudy Śląskiej jako Anna W.
- 2009: Cud mniemany, czyli Krakowiacy i Górale jako Dorota, żona młynarza Bartłomieja
- 2009: Złota czaszka jako Dziewka II
- 2010: Calineczka
- 2010: Bazyliszek
- 2010: Brzydkie kaczątko
- 2010: Kot w butach
- 2010: Królowa Śniegu
- 2010: Mała syrenka
- 2010: O wawelskim smoku
- 2010: Śpiąca królewna
- 2010: Trzydziestolecie jako sekretarka prezydenta
- 2010: Staniesz się falą jako Katarzyna II
- 2010: Święty spokój jako Iwona, kuzynka Izy
- 2011: Apaszka jako Julia
- 2012: Bąbel czyli powrót posła jako Julia
- 2013: Bitwa nad jeziorem Smęt. Rekonstrukcja jako Dagmara Nawojska, sekretarz miasta Bursk
- 2013: Pierwszy astoriański zjazd pisarzy jako Jadzia
- 2013: Elita jako Mila
- 2013: Był sobie mędrzec jako Amelia
- 2013: Uroboros jako Mathilda
- 2013: Tajmer jako Mama
- 2013: Upadek z trzepaka jako Jenny, Amerykanka, oficer, kochanka Marka
- 2014: Lotne związki jako Kiki
- 2014: Jasna, moja miłość jako Krystyna, turystka
- 2014: Tunel jako Persy/Telefonistka
- 2015: Morderstwo w hotelu Santa Caterina jako Maria Cottini
- 2015: Von Bingen. Historia prawdziwa jako Mniszka II
- 2016–2017: Biblia Audio. Superprodukcja
- 2016: Panny z Wilka jako Julcia
- 2017: Virion. Wyrocznia jako Imperialny Prefekt Taida
- 2018: Zamęt jako Wiera Kozakina
- 2018: Sofokles (Elektra) jako przewodniczka chóru dziewcząt mykeńskich
- 2018: 0 2 0 Krzysztofa Bizio
- 2019: Trzy paczki papierosów jako żona Szostakowicza

Teatr Telewizji
- 2009: Warszawa jako Wandzia
- 2010: Sztuka bez tytułu jako Sonia
- 2018: Okno na tamtą stronę jako Wiera
- 2019: Paradiso jako solistka
- 2019: Aszantka
- 2023: Apetyt na czereśnie

## Polski dubbing

### Filmy
- 2013: Iron Man 3 jako dr Maya Hansen
- 2013: Thor: Mroczny świat jako Sif
- 2015: Kraina jutra jako Ursula
- 2015: Gwiezdne wojny: Przebudzenie Mocy jako kapitan Phasma
- 2016: Lego Gwiezdne wojny: Przebudzenie Mocy jako kapitan Phasma
- 2017: My Little Pony: Film jako królowa Novo
- 2017: Gwiezdne wojny: Ostatni Jedi jako kapitan Phasma
- 2018: Avengers: Wojna bez granic jako Proxima Mightnight
- 2018: Mary Poppins powraca jako Penny Farthing
- 2019: Ralph Demolka w internecie jako Shank
- 2020: Naprzód jako sierżant Oczko
- 2021: Raya i ostatni smok jako Sisu
- 2021: Kopciuszek jako Królowa Tatiana
- 2021: Pogromcy duchów: Dziedzictwo jako Callie
- 2022: Black Adam jako Adrianna Tomaz
- 2022: Thor: Miłość i grom jako Sif
- 2023: Między nami żywiołami jako Zefira
- 2023: Mała syrenka jako Blaga
- 2024: Wicked jako Elfaba (dialogi)

### Seriale
- 2007−2010: Świat słów – słoń (odc. 21a, 37b)
- 2010: Jadagrace – ręka brzuchomówczyni (odc. 3)
- 2015: Krudowie – u zarania dziejów – Ugga
- 2021: A gdyby…? – Proxima Midnight
- 2021: Loki
- 2022: Auta w trasie
- 2024: To zawsze Agatha – Jennifer Kale

### Gry
- 2016: Lego Gwiezdne wojny: Przebudzenie Mocy jako kapitan Phasma
- 2020: Cyberpunk 2077 jako Claire

## Dyskografia
- 2008: Kronika 28. Przeglądu Piosenki Aktorskiej Wrocław 2007 (składanka, utwór „Ballada o próżności”)
- 2009: Pamiętajmy o Osieckiej 2002–2008 (składanka, utwór „Obejmę dozorcostwo”)
- 2009: Urodziny Ireny Santor (składanka, utwór „Niewczesne myśli”)
- 2011: Amok (z zespołem Amok)
- 2012: Dorota Masłowska: Kochanie, zabiłam nasze koty (audiobook)
- 2017: Małgorzata Sobieszczańska: Drugi koniec świata (audiobook)
- 2018: Joanna Bator: Purezento (audiobook)
- 2018: Hanna Zdunek: Mediatorka (audiobook)
- 2018: Justyna Bednarek i Jagna Kaczanowska: Ogród Zuzanny tom 2. Odważ się kochać (audiobook)
- 2018: Joanna Puchalska: Polki, które zmieniły wizerunek kobiety (audiobook)
- 2023: If I Hadn’t Met You (EP)

Wykonanie muzyki w produkcjach telewizyjnych
- 2009: Zuzanna – wokal
- 2011: Czarny czwartek – wokaliza
- 2011: Na dobre i na złe – wykonanie utworu „Chłopak z drewna” (odc. 443)
- 2017: Na dobre i na złe – wykonanie utworów „Jesteś lekiem na całe zło” (odc. 679) i „Won’t Be the Same” (odc. 684)

## Nagrody i wyróżnienia
- 2000: Grand Prix Ogólnopolskiego Konkursu Piosenki Francuskiej w Lubinie
- 2006: I miejsce w IX Konkursie Pamiętajmy o Osieckiej
- 2006: II miejsce w kategorii „Piosenka Aktorska” w Międzynarodowym Konkursie Wokalnym w Sankt Petersburgu
- 2007: Druga Nagroda Ministra Kultury i Dziedzictwa Narodowego za rolę Kate w przedstawieniu Tańce w Ballybeg na XXV Festiwalu Szkół Teatralnych w Łodzi
- 2007: Grand Prix XI Ogólnopolskiego Festiwalu Piosenki Artystycznej w Rybniku
- 2007: I Nagroda Studenckiego Festiwalu Piosenki w Krakowie
- 2007: III Nagroda XXVIII Przeglądu Piosenki Aktorskiej we Wrocławiu
- 2008: Nagroda Główna na Chanson Festival w Kolonii
- 2015: Nagroda Aktorska za rolę kobiecą w słuchowisku „Pożegnalna podróż” na XV Festiwalu Polskiego Radia i Teatru Telewizji Polskiej „Dwa Teatry” w Sopocie
- 2015: Nagroda za odkrycie aktorskie za „charyzmę ekranową, dojrzałe, świadome i wyważone wykreowanie postaci” za rolę w filmie Sprawiedliwy na Koszalińskim Festiwalu Debiutów Filmowych „Młodzi i Film”
- 2018 Nagroda Honorowa za rolę w słuchowisku dziecięcym „Taki tchórz” na 18. Festiwalu Teatru Polskiego Radia i Teatru Telewizji Polskiej „Dwa Teatry” w Sopocie
- 2018: II miejsce w plebiscycie Telekamery 2018 w kategorii „Aktorka” z 30% głosów[17]